# John Clarence Stewart
John Clarence Stewart (Stone Mountain, 16 agosto 1988) è un attore e cantante statunitense. 
È noto per aver interpretato Alex Wesley in Luke Cage (2016-2018) e Lionel in What/If (2019).
A partire dal 2020, interpreta il ruolo di Simon in Lo straordinario mondo di Zoey.

## Biografia

### Primi anni
Stewart è nato nel 1988 a Stone Mountain, in Georgia. Inizialmente ha frequentato la Shiloh High School prima di trasferirsi alla George Walton Academy con una borsa di studio per il calcio per un anno. Il suo ultimo anno si è trasferito di nuovo alla Shiloh High School dopo aver capito di non essere abbastanza talentuoso per il calcio. Si è esibito nel musical della sua scuola Once on This Island . Ha frequentato la Columbus State University, laureandosi nel 2009 con un BFA in Performance Theatre. Ha poi frequentato la Kennesaw State University, laureandosi nel 2012 con un BA in Theatre and Performance Studies and Dance. Successivamente si è esibito in teatro educativo per la Kaiser Permanente ad Atlanta . A 24 anni, si è trasferito a New York e poi a Los Angeles per dedicarsi alla recitazione.

### Carriera
Stewart ha fatto il suo debutto in quanto attore interpretando John in The Whipping Man (2013) all'Alliance Theatre. Si è esibito in diverse produzioni teatrali e ha recitato il ruolo di Tray in Brownsville Song (B-Side for Tray) (2014) all'Actor Theatre di Louisville e di Wanre in Fit for a Queen (2016) al Classical Theatre di Harlem.
Nel 2015, Stewart ha fatto il suo debutto televisivo nella serie Gotham nei panni dell'Agente Griffin Katz. Ha continuato ad apparire in vari ruoli in diversi programmi televisivi e il suo primo ruolo televisivo importante è stato quello di Alex Wesley in Luke Cage (2016-2018). Nel 2019, ha ottenuto ulteriori riconoscimenti per aver interpretato Lionel nella serie TV prodotta da Netflix What/If (2019). Dal 2020, interpreta Simon in Lo straordinario mondo di Zoey.

## Filmografia

### Televisione
- Gotham - serie TV, 1 episodio (2015)
- The Mysteries of Laura - serie TV, 1 episodio (2015)
- Blue Bloods - serie TV, 1 episodio (2015)
- Luke Cage - serie TV, 13 episodi (2016-2018)
- The Good Fight - serie TV, 1 episodio (2017)
- Skin Deep - serie TV, 4 episodi (2017)
- Hawaii Five-0 - serie TV, 1 episodio (2019)
- What/If - serie TV, 10 episodi (2019)
- Lo straordinario mondo di Zoey - serie TV, 25 episodi (2020-2021)
- Lo straordinario Natale di Zoey - film TV (2021)
- 9-1-1: Lone Star - serie TV, episodi 4x12, 4x18, 5x10 (2023-2024)

## Doppiatori italiani
Nelle versioni in italiano delle opere in cui ha recitato, John Clarence Stewart è stato doppiato da:
- Daniele Raffaeli ne Lo straordinario mondo di Zoey, Lo straordinario Natale di Zoey
- Dimitri Winter in The Good Fight
- Roberto Gammino in What/If
- Fabrizio Dolce in Hawaii Five-0
- Massimo Aresu in 9-1-1: Lone Star (ep. 5x10)
- Simone Crisari in Law & Order - Unità vittime speciali